# Адзумасан-Мару
Адзумасан-Мару — транспортне судно, яке під час Другої світової війни брало участь у операціях японських збройних сил в архіпелазі Бісмарка та на Соломонових островах. 

## Передвоєнна історія
Адзумасан-Мару спорудили в 1933 році на верфі Mitsui Bussan для свого ж власника.
20 листопада 1941 судно реквізували для потреб Імперського флоту Японії, при цьому на верфі Osaka Iron Works у Сакураджимі провели відповідну модернізацію.

## Захоплення архіпелагу Бісмарка
16 грудня 1941-го Адзумасан-Мару та ще один транспорт Гойо-Мару вийшли з Токіо, маючи на борту 2-й батальйон морської піхоти ВМБ Майдзуру. Судна пройшли через Сайпан (Маріанські острови) та 4 січня 1942-го досягли атола Трук на сході Каролінських островів (ще до війни тут створено потужну базу ВМФ, з якої до лютого 1944-го провадились операції в низці архіпелагів).
20 січня 1942-го Адзумасан-Мару, Гойо-Мару та переобладнаний легкий крейсер Кінрю-Мару вийшли з Труку та в перші години 23 січня успішно висадили три роти 2-го батальйону морської піхоти ВМБ Майдзуру в Кавієнзі на північному завершенні острова Нова Ірландія (надалі тут буде друга за значенням японська база у архіпелазі Бісмарка). 
Невдовзі Адзумасан-Мару перейшло на острів Нова Британія до Рабаулу (захоплений того ж 23 січня та перетворений на головну передову базу у архіпелазі, з якої провадились операції на Соломонових островах та сході Нової Гвінеї).
26 січня Адзумасан-Мару полишило Рабаул та повернулось у Кавієнг, а 27 січня вийшло звідти та 8 лютого 1942-го досягнуло Куре.

## Рейс до архіпелагу Бісмарка
18—25 лютого 1942-го разом зі ще трьома транспортами Адзумасан-Мару перейшов із Йокосуки на Трук. 21 березня ті ж чотири судна вирушили до Рабаулу, якого досягнули 26 березня.
У квітні Адзумасан-Мару вже знов перебувало на Труці.

## Висадка на Тулагі
Невдовзі судно включили до загону, що мав висадити десант на сході Соломонових островів, де на острівці Тулагі (в протоці північніше від великого острова Гуадалкана) планували створити базу гідролітаків. 28 квітня Адзумасан-Мару полишило Трук разом з мінним загороджувачем Окіносіма та переобладнаним мінним загороджувачем Кьоєй-Мару, транспортуючи 3-й батальйон морської піхоти ВМБ Куре та 7-й морський будівельний загін.
2 березня загін досяг околиць Тулагі та 3 березня безперешкодно провів тут висадку, оскільки союзники заздалегідь евакуювали звідси нечисленних бійців. 4 травня по загону вторгнення завдали удару літаки з авіаносцю «Йорктаун», що переходив до місця майбутньої битви у Кораловому морі. Вони потопили есмінець, три тральщики та 4 баржі й пошкодили ще кілька кораблів, серед них Адзумасан-Мару.
Відтак Адзумасан-Мару перейшло з Тулагі до Рабаулу, звідки вирушило на Маріанські острови. 28 травня судно полишило Сайпан та на початку червня прибуло до Сасебо. 

## Рейс на Гуадалканал
10 червня 1942-го Адзумасан-Мару вийшло із Сасебо, маючи на борту війська, призначені для запланованої операції з облаштування авіабаз на Гуадалканалі, Нових Гебридах, Новій Каледонії, Фіджі та Самоа. Через якийсь час Адзумасан-Мару прибуло на Трук, звідки разом зі ще шістьома транспортами вийшло 29 червня 1942-го у складі конвою, що мав доправити на острів Гудалканал бійців морської піхоти та 11-й і 13-й будівельні загони. 4 липня судна прибули до якірної стоянки біля острова Саво, а 5 липня військових будівельників, завданням яких було зведення аеродрому, почали висаджувати біля Лунга-Пойнт на Гуадалканалі.
11 липня 1942-го Адзумасан-Мару полишив Лунга-Пойнт, пройшов через Трук та 30 липня прибув до Йокосуки.

## Новий рейс до архіпелагу Бісмарка
7 серпня 1942-го американці висадились на Гуадалканалі, що започаткувало шестимісячну боротьбу за цей острів. Японці почали відправляти у регіон підкріплення, зокрема 7 вересня Адзумасан-Мару прийняло у Майдзуру 4-й батальйон морської піхоти ВМБ Майдзуру та 10—12 вересня передав їх у Йокосуці на борт легких крейсерів Оі та Кітакамі.
16 вересня саме Адзумасан-Мару полишило Йокосуку та до кінця місяця прибуло до Рабаула.

## Конвой до Тассафаронга
12 жовтня 1942-го Адзумасан-Мару вийшло з Рабаула у складі 1-го штурмового конвою до Тассафаронга, котрий налічував 5 суден із високою (як для транспортів) швидкістю під охороною 8 есмінців. На борту судна мали 4,5 тисячі військовослужбовців зі складу 16-го піхотного полку, 230-го піхотного полку та 4-го батальйону морської піхоти ВМБ Майдзуру, а також цілий ряд підрозділів польової та зенітної артилерії. Частину цих сил прийняли на якірній стоянці Шортленд – прикритій групою невеликих островів Шортленд акваторії біля південного завершення острова Бугенвіль, де зазвичай відстоювались легкі бойові кораблі та перевалювались вантажі для подальшої відправки далі на схід Соломонових островів.
У другій половині дня 12 жовтня на переході до району Шортленд конвой безрезультатно атакували 30 літаків з Гуадалканалу. Через півтори години стався другий, так само неуспішний, наліт. Увечері конвой прибув до Шортленду, звідки вийшов 13 жовтня. Біля опівночі 14 жовтня конвой досяг Гуадалканалу та почав розвантаження у Тассафаронзі.
З настанням світанку до прикриття конвою долучились винищувачі з японських авіаносців Дзюнйо та Хійо, а також гідролітаки з бази в Шортленді. Тоді ж сталась і перша повітряна атака, в якій взяли участь лише 6 американських літаків. Близько 10:30 відбувся наліт значно більших сил — 25 літаків, що піднялися з аеродрому Гендерсон-Філд на Гуадалканалі, під час якого уражено й викинуто на берег судно Сасако-Мару. Біля опівдня, коли транспорти майже завершили розвантаження, конвой атакували 11 бомбардувальників B-17 «Літаюча фортеця», що вилетіли з острова Еспіриту-Санто (Нові Гебриди). Їм удалось пошкодити Адзумасан-Мару, котре так само викинулось на берег (згодом така ж участь очікувала й третє судно — Кюсю-Мару). Оскільки уражені судна опинились на березі, з них вдалось вивантажити не лише військовослужбовців, але й танки та гармати.